# SN 1572
Coordenadas:  0h 25m 18.0s, +64° 09′ 00.0″
SN 1572 foi uma supernova do tipo Ia, na constelação de Cassiopeia, uma das oito supernovas visíveis a olho nu já registradas na história da astronomia. A explosão da supernova foi observada em novembro de 1572 e foi descoberta independentemente por vários indivíduos.